# Vourles
Vourles este o comună în departamentul Rhône din sud-estul Franței. În 2009 avea o populație de 3.095 de locuitori.

## Evoluția populației
| An        | 1975  | 1982  | 1990  | 1999  | 2006  | 2009  |
| --------- | ----- | ----- | ----- | ----- | ----- | ----- |
| Populație | 1.505 | 1.514 | 1.844 | 2.743 | 3.007 | 3.095 |